# Frötuna gård (ort)
Frötuna gård är en tidigare småort i Rasbo socken i Uppsala kommun, belägen en dryg mil öster om Uppsala. Här ligger herrgården Frötuna gård. Vid 2015 års småortsavgränsning visade sig att folkmängden i orten sjunkit till under 50 personer och småorten upplöstes.